# バイロン・ハワード
バイロン・ハワード（Byron Howard、1968年12月26日 - ）は、ウォルト・ディズニー・アニメーション・スタジオに所属する映画監督、アニメーターである。

## 経歴
日本の青森県三沢市出身。
アメリカ合衆国ワシントン州イサクアで育ったハワードはエバーグリーン州立大学へと進学した。
ハワードは1994年にウォルト・ディズニー・アニメーション・スタジオに入社し、アニメーターとして『ポカホンタス』、『ムーラン』、『リロ・アンド・スティッチ』、『ブラザー・ベア』などに参加した。
ハワードが最初に監督した作品は『ボルト』である。クリス・ウィリアムズと共同監督を務めたこの作品は2008年のアカデミー長編アニメ映画賞にノミネートされた。
2010年に公開された『塔の上のラプンツェル』ではネイサン・グレノと共同監督を行い、高い評価を得た。
2016年に公開された『ズートピア』ではハワードが自ら原案を作成し、リッチ・ムーアと共同監督を務め、映画を大ヒットへと導いた。
ゲイであることを公表している。1988年に同性婚。

## 作品一覧
| Year | Title                      | Credited as                                                | Notes |
| ---- | -------------------------- | ---------------------------------------------------------- | --- |
| 1995 | ポカホンタス               | Inbetweener                                                | |
| 1998 | ムーラン                   | アニメーター                                               | |
| 2000 | John Henry                 | スーパーバイジング・アニメーター                           | Short film, from Disney's American Legends (2002)                                                                    |
| 2002 | リロ・アンド・スティッチ   | スーパーバイジング・アニメーター, キャラクター・デザイナー | Cobra Bubbles |
| 2003 | ブラザー・ベア             | スーパーバイジング・アニメーター                           | Nominated for Annie Award for Character Animation                                                                    |
| 2005 | チキン・リトル             | ストーリー・アーティスト                                   | |
| 2008 | ボルト                     | 監督                                                       | Nominated for Academy Award for Best Animated Feature                                                                |
| 2009 | Super Rhino                | 製作総指揮                                                 | Short film, included on home video release of Bolt                                                                   |
| 2010 | 塔の上のラプンツェル       | 監督                                                       | Won Tokyo Anime Award for International Theater; nominated for Critics' Choice Movie Award for Best Animated Feature |
| 2012 | ラプンツェルのウェディング | 監督                                                       | Short film |
| 2016 | ズートピア                 | 監督、原案、スーパーバイジング・アニメーター               | |
| 2021 | ミラベルと魔法だらけの家   | 監督、原案                                                 | |
| 2025 | ズートピア2                | 監督                                                       | |